# Exposición Internacional de Estocolmo (1936)
La Exposición Especializada de Estocolmo (1936) estuvo coordinada por la Oficina Internacional de Exposiciones y tuvo lugar en mayo de 1936 en Estocolmo, Suecia. Este evento tuvo una duración de 14 días.
El tema elegido para esta exposición fue la "Aviación".
El emplazamiento de la muestra fue el aeropuerto de Estocolmo.